# Anianiau de Kauai
Magumma parva
Genre
Espèce
Statut de conservation UICN

 EN A2bce+3bce+4bce; B1ab(i,ii,iii,v)+2ab(i,ii,iii,v) : En danger
L'Anianiau de Kauai (Magumma parva) est une espèce d'oiseau de la famille des Fringillidae.

## Systématique
Le nom scientifique complet (avec auteur) de ce taxon est Magumma parva (Stejneger, 1887).
L'espèce a été initialement classée dans le genre Himatione sous le protonyme Himatione parva Stejneger, 1887.
Ce taxon porte en français le nom vernaculaire ou normalisé suivant : Anianiau de Kauai.
Magumma parva a pour synonymes :
- Hemignathus parvus (Stejneger, 1887)
- Himatione parva Stejneger, 1887
- Loxops parva (Stejneger, 1887)
- Viridonia parva (Stejneger, 1887)
- Viridonia parva subsp. parva
- Viridonia parva subsp. parva